# Leucanopsis curta
Leucanopsis curta là một loài bướm đêm thuộc phân họ Arctiinae, họ Erebidae.